# 狭山池 (大阪府)

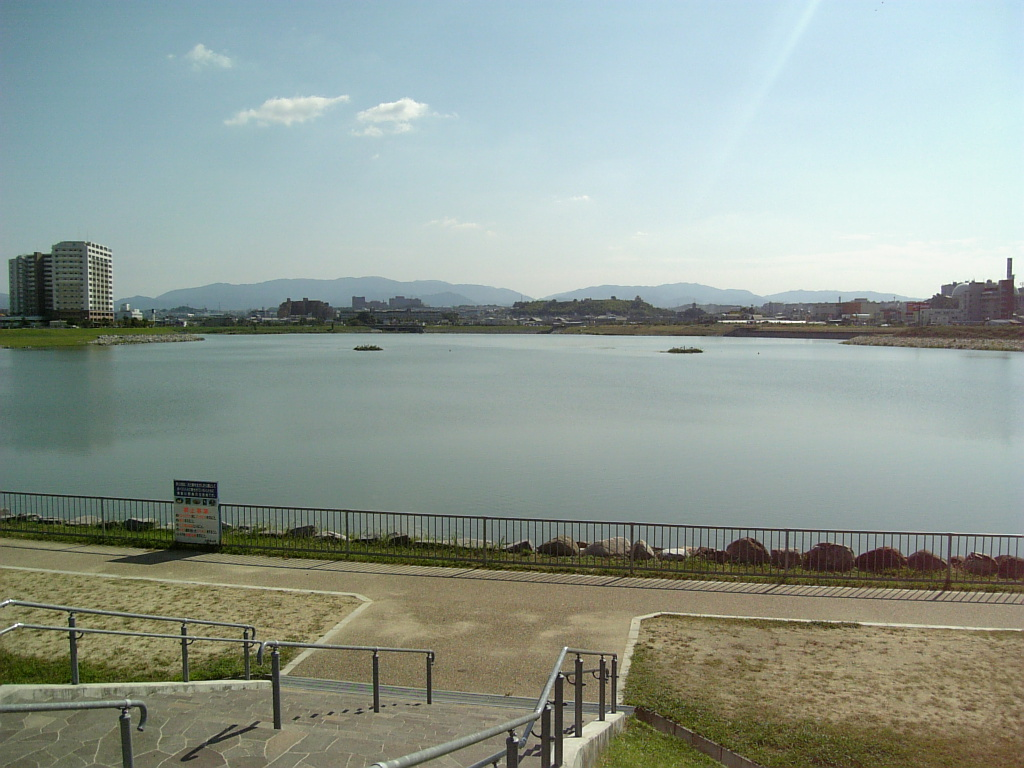
北側の池畔にて

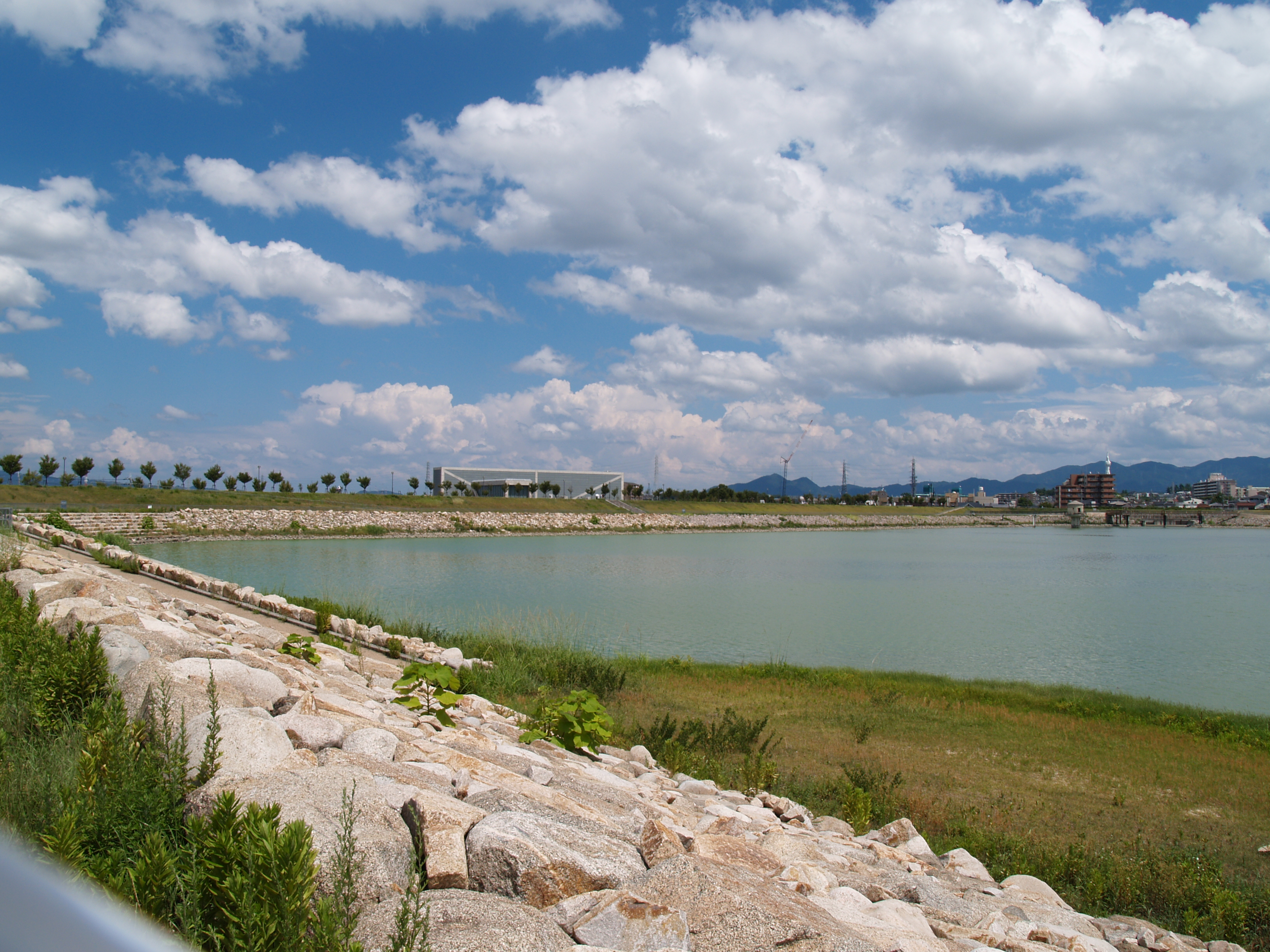
西側の池畔にて

狭山池（さやまいけ）は、大阪府大阪狭山市大字岩室にある池。日本最古のダム式ため池（人工池）とされ、国の史跡に指定されている。
現在は狭山池土地改良区が維持管理している。（河川施設としては大阪府富田林土木事務所、狭山池公園としては大阪狭山市の所管。）

## 概説
石川や大和川といった水量の豊富な河川から外れる河内国西部の丘陵地帯は、水量に乏しく灌漑に苦労していた地域で、現在も狭山池周辺には大小の溜め池が数多く点在する。
飛鳥時代前期、朝廷によって西除川（天野川）と三津屋川（今熊川）の合流点付近を堰き止め築造されたとされるが、正確な築造年は明かでは無く、4世紀から7世紀の改修記録が残る時期まで幅広い説がある。『古事記』・『日本書紀』にもその名が記され、池の中に狭山池神社（龍神社）が祀られている。
1704年（宝永元年）の大和川の付け替えまで、現在の大阪市域に至る80か村、約55,000石を灌漑していた。各時代で幾度となく改修が重ねられ、1988年から10年以上の工期をかけた大改修のダム化工事により洪水調整機能を備え、同時に池の周囲は公園として整備された。また、以前の狭山池の保存と公開を目的とした大阪府立狭山池博物館が池の北側に2001年に開館し、改修工事の際に切り出した堤体の実物が展示され断面を見ることが出来る。
南海高野線の狭山駅から大阪狭山市駅にかけて、狭山池を取り囲む木々に覆われた堤防と博物館は見ることができるが、水面は見えない。
その美しい景観から大阪みどりの百選に選定されるなど、近年は利水・防災の観点のほか、観光スポットとしての側面も大きい。（狭山池 (大阪府)#狭山池公園参照）

## 接続河川
- 流入する河川
  - 西除川（にしよけがわ）・三津屋川（みつやがわ）
- 流出する河川
  - 西除川（にしよけがわ）・東除川（ひがしよけがわ） - ともに大和川に流れ込む。
    - 西除川の狭山池より上流部分は「天野川（あまのがわ）」とも呼ばれる。

## 人間史
- 『日本書紀』の記述―崇神天皇62年7月2日の条
  - 「農は天下の大本なり。…今、河内の狭山の植田水少なし。是を以て其の国の百姓、農のことを怠る。其れ多に池溝を開きて民業を寛かにせよ」
- 『古事記』の記述―垂仁天皇の段
  - 「印色入日子命（編者注；垂仁天皇の皇子）、血沼池又狭山池を作る」
- 『枕草子』に狭山池についての記述がある。
- 1600年（慶長5年） 池の東畔に北条氏が治める狭山藩の陣屋が置かれる。
- 1941年（昭和16年 大阪府の史跡名勝第１号に指定。
- 1952年（昭和27年）からボートレース開催（狭山競走場）。1955年（昭和30年）閉鎖。翌年、住之江競艇場に移る。
- 2004年（平成16年） 「日本最古の狭山池から天野街道を巡るみち」として美しい日本の歩きたくなるみち500選に選考。
- 2010年（平成22年）3月25日には農林水産省のため池百選に選定[3]。
- 2014年（平成26年）国際かんがい排水委員会によるかんがい施設遺産に登録[5][6]。
- 2015年3月10日 国の史跡に指定[7]。
- 2020年（令和2年）「国際水圏環境工学会アジア・太平洋地域部会　水遺産賞」を、辰巳用水や石狩川流域の治水･利水施設群とともに日本で初受賞[8][9]。

### 改修の主な歴史
- 731年（天平3年） - 行基による改修。
- 762年（天平宝字6年） - 朝廷による改修。池堤決壊により単功83,000人を動員
- 1202年（建仁元年） - 重源による改修。重源の『南無阿弥陀仏作善集』にみえる。「重源狭山池改修碑」が造立され現存する。
- 1608年（慶長13年） - 豊臣秀頼の命を受けた片桐且元による改修（慶長の大改修）。
- 1986年（昭和61年）～2002年（平成13年） - 1982年（昭和57年）台風第10号での氾濫被害をうけて、ダム化工事（平成の大改修）[10]。

## 調査研究

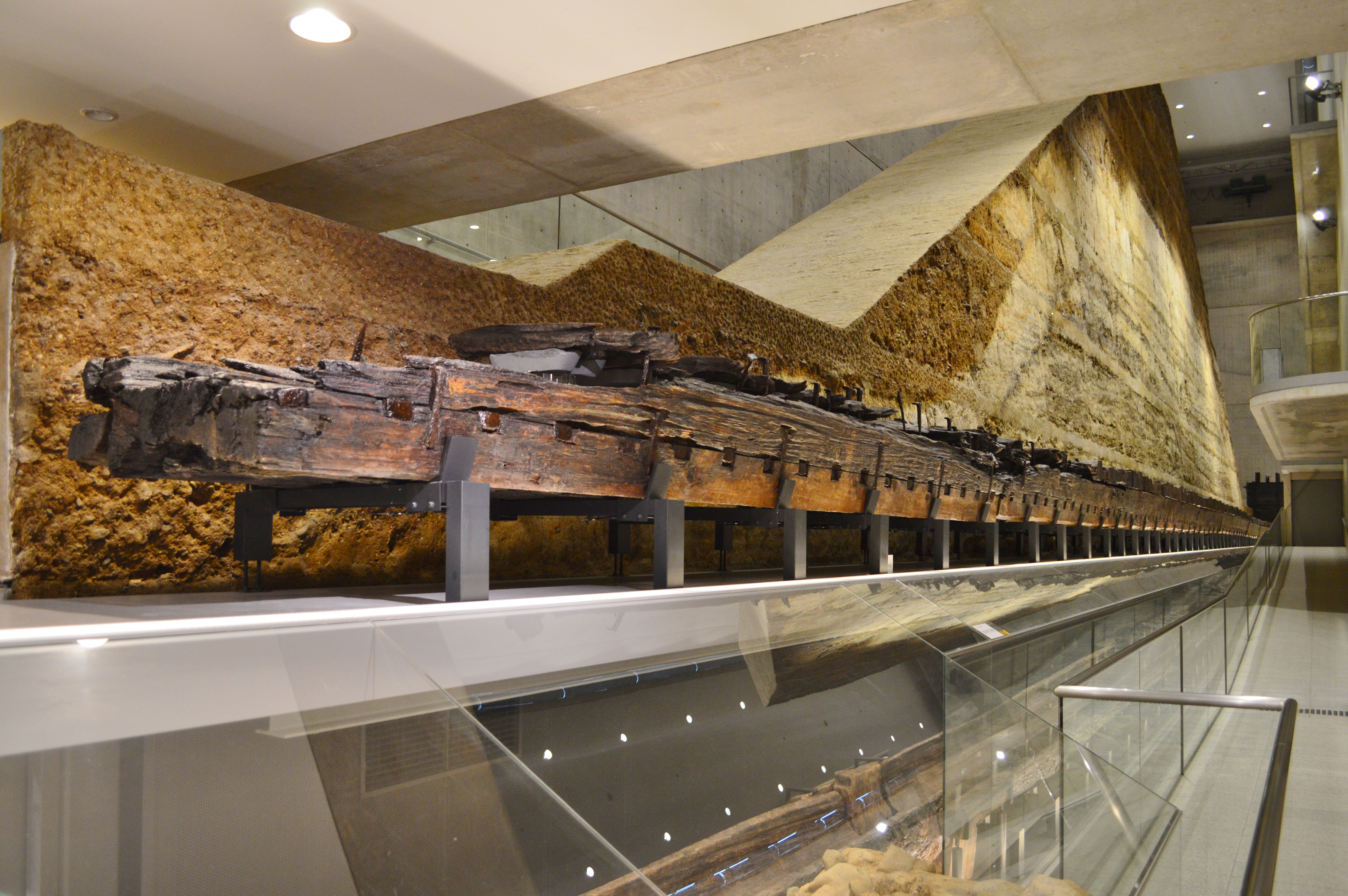
堤体土層・木樋（大阪府立狭山池博物館展示）

樋や堤体の構造は1988年に開始された改修工事に伴い詳しく調査され、東樋に使用された木材の伐採が616年（推古天皇24年）と判定された年輪年代測定結果がある。また堤体の盛り土が幾層にも積まれ、その1部に植物層を含む層があることが判明し中国から伝わった敷葉工法（しきはこうほう/葉のついた枝を土留めに使う工法）が用いられていることがわかった。
古文書などから、津波を伴う東南海・南海地震として、グレゴリオ暦684年11月29日の白鳳地震と1605年2月の慶長地震があったことがわかっており、狭山池で見つかった地震痕跡の時期と近いことから、珪藻は両地震の津波で大阪湾から運ばれた可能性が指摘されている。

### 池底堆積物
堆積物中にはプラント・オパールと呼ばれる植物の遺骸が残されており、周辺の植生の変遷を知ることが可能になる。この、プラント・オパールの分析からは水田を伴わない自然栽培的な稲作が行われていた可能性が指摘されている。
7世紀以降と16世紀以降と推定されるそれぞれ数百年間の地層から珪藻の化石が確認され、海性珪藻が最大で全体の5割近く占めていたことや、8世紀ごろと17世紀前後の大規模な地震による噴砂や地滑りの痕跡が確認された。また堆積物中には過去500年間の古地磁気方位変化が記録されている。

## 漁業
狭山池では、フナ、コイ、ナマズ、ドジョウ、モロコ、エビなどを漁獲対象に、「ヌクズケ」と呼ばれる伝統的漁法のほか、「ズル」と呼ばれる曳網漁や、投網漁、サデ網漁、延縄漁、モンドリ漁、釣りなどが行われていた。特に冬季のワカサギ釣りの名所として知られていた。昭和33年頃に狭山池観光有限会社が設立され、狭山池での釣りは有料化された。堤に釣座が設置され、釣船を出し、秋から冬の釣りに対して入漁料を徴収するようになった。しかし昭和40年代に入ると、卵の入手が困難になってきたこと、狭山池の水質が悪化して孵化率が低下したことなどにより、ワカサギの移植は行われなくなった。フナ、コイ、モロコの養殖は続けられたが、ブラックバスやブルーギルが繁殖したこともあって、狭山池の釣り客は次第に減少し、昭和60年代に入って、狭山池での遊漁や養魚は行われなくなった。平成の大改修ののち現在では「大阪狭山市都市公園条例」により、狭山池の釣りは全面禁止となっている。

## 狭山池公園

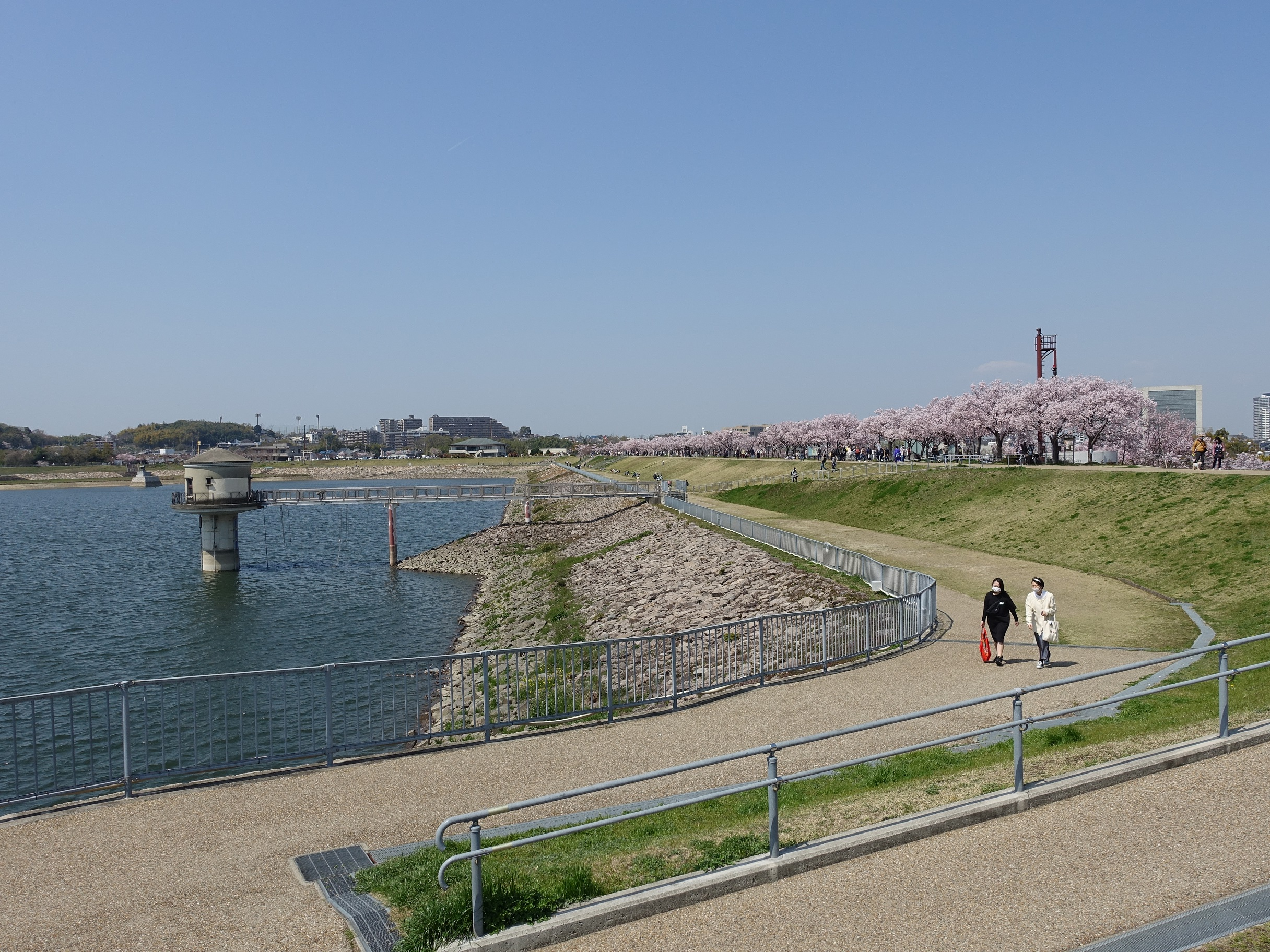
取水塔・博物館付近の桜

- 狭山池の堤防部分は大阪狭山市立の狭山池公園として整備されており、1周約2,850メートルの周遊路が設けられている[17]。散歩やウォーキングコースとしての利用者が多いほか、その景観は「ビュースポットおおさか」にも選定されており[18]、新しい憩いの場として人気が高まっている。
- 古くから桜の名所としても知られており、 池や狭山池博物館の周辺には約1,300本の桜が植樹されている[17]。開花時期が早いコシノヒガンという品種が植えられていることから、3月下旬には「大阪で最も開花が早い桜の名所」として、多くの観光客でにぎわう[17]。
- さやりんBase - 池の北端にある狭山池公園の案内所（2023年3月1日に開所）。地域交流の活動拠点にもなっている[19]。

### ギャラリー

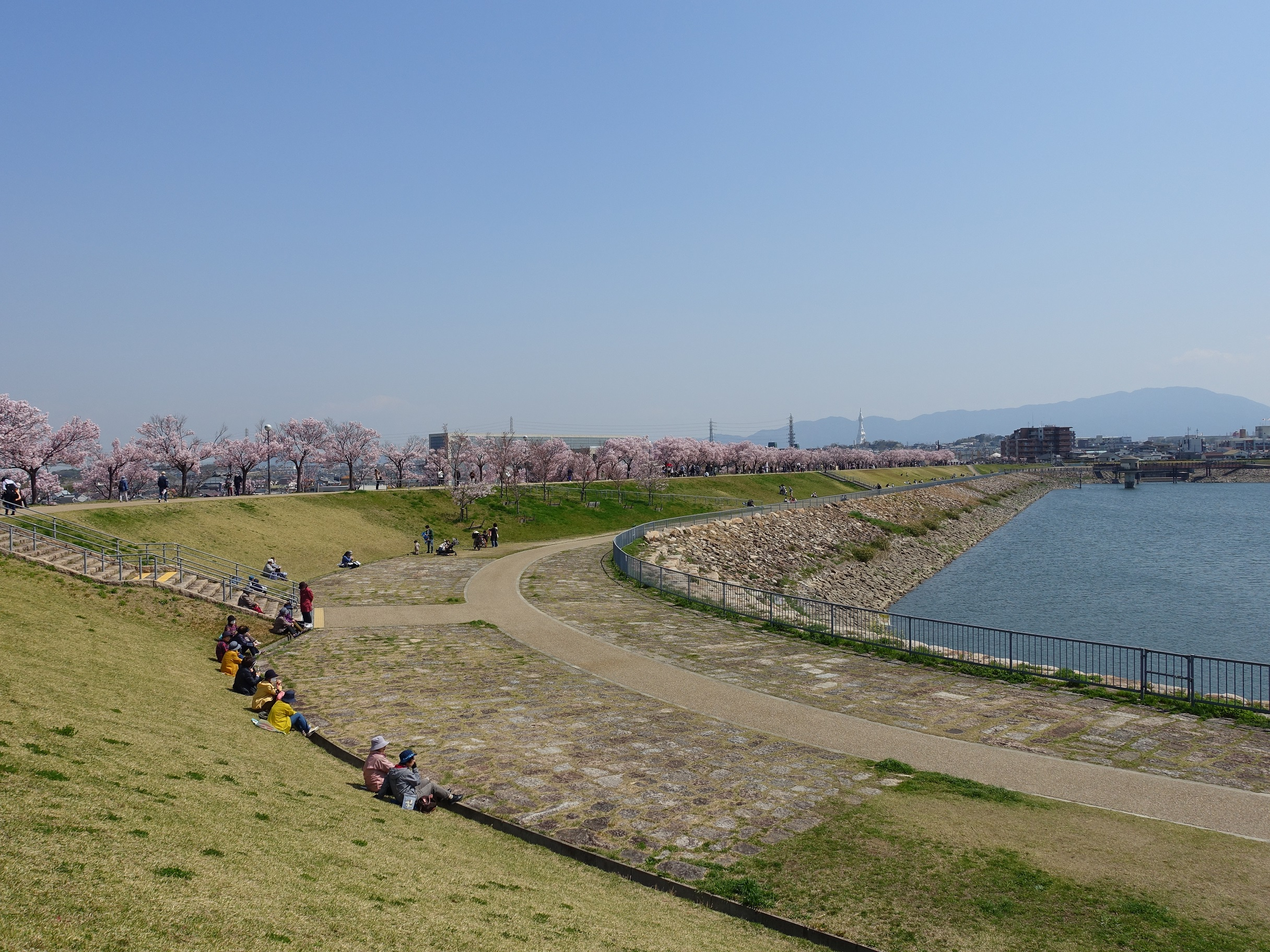
北堤の桜
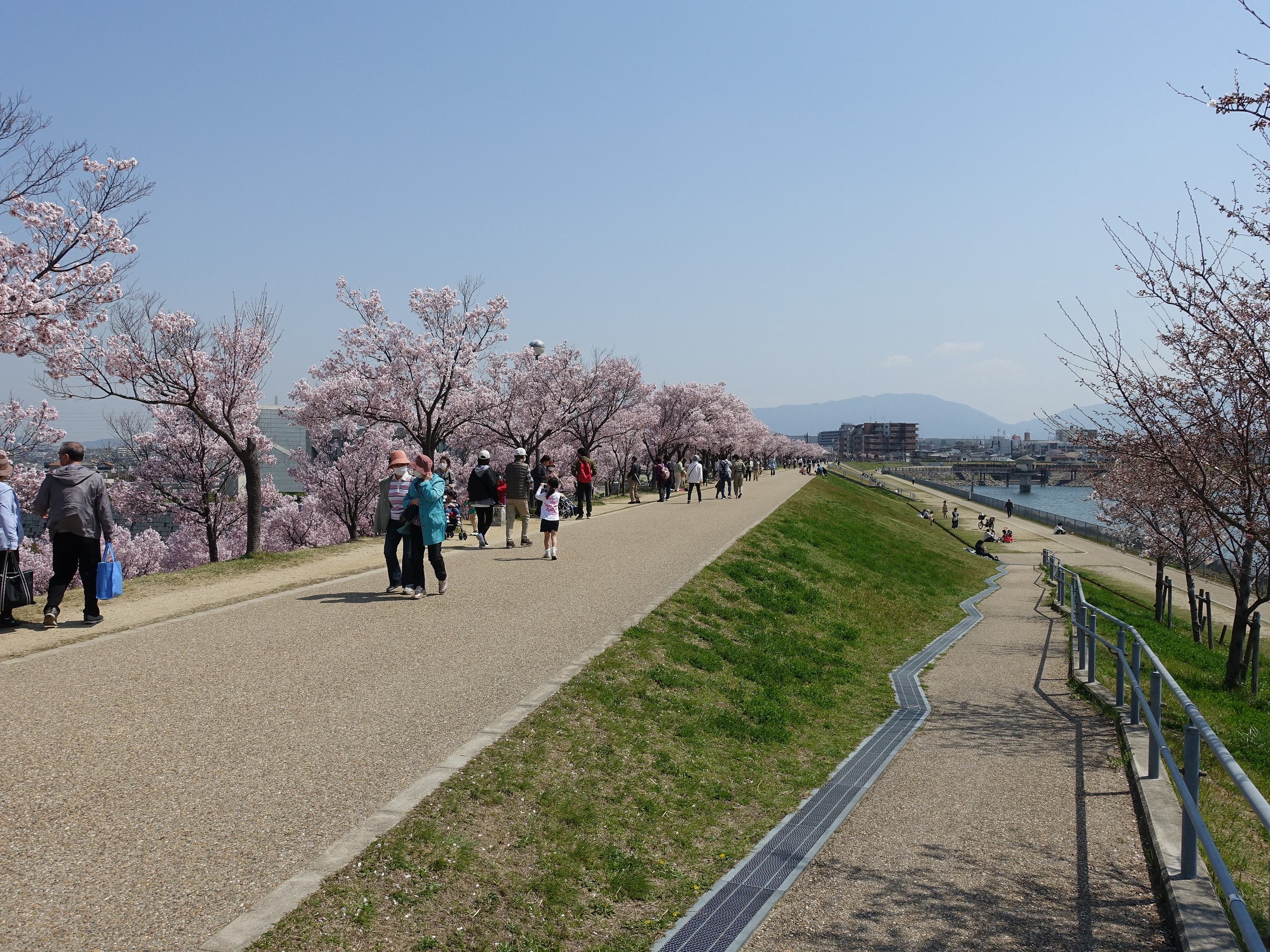
北堤遊歩道の桜
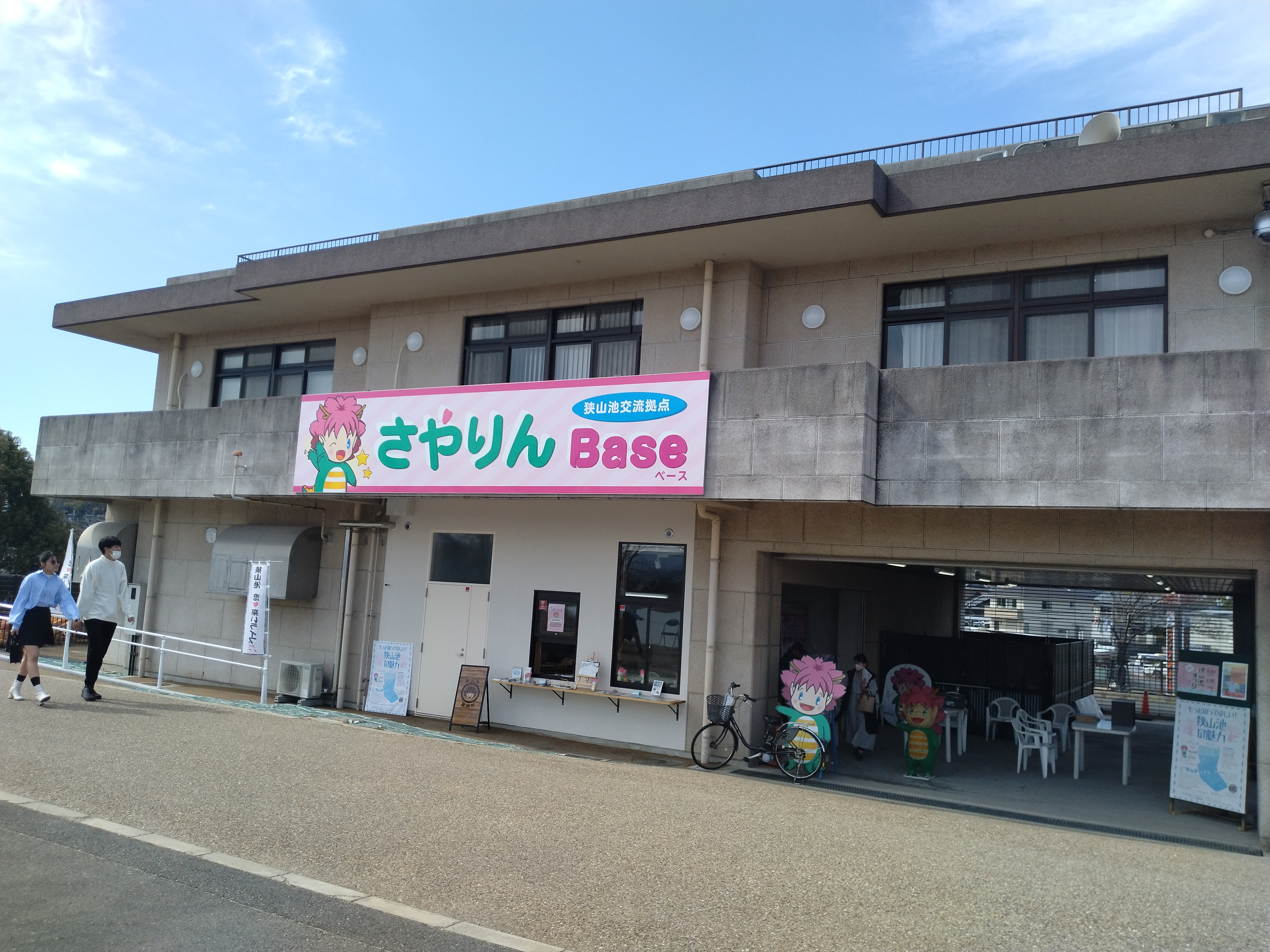
さやりんBase

## 文化財
重要文化財（国指定）
- 大阪府狭山池出土木樋 重源狭山池改修碑（考古資料） - 大阪府立狭山池博物館保管、2014年8月21日指定[20]。

国の史跡
- 狭山池 附池守田中家旧宅 - 2015年（平成27年）3月10日に狭山池の指定[21]、2024年（令和6年）2月21日に池守田中家旧宅の追加附指定[22]。

大阪府指定文化財
- 有形文化財
  - 狭山池石樋蓋（考古資料） - 大阪府立狭山池博物館保管。1989年（平成元年）3月1日指定[23]。

大阪狭山市指定文化財
- 有形文化財
  - 狭山池中樋放水部の石棺群 7基（考古資料） - 大阪府立狭山池博物館保管。2010年（平成22年）2月24日指定[23]。

### アクセス
- 高野線 大阪狭山市駅より、徒歩10分で池の東端へ。
- 南海高野線金剛駅西口より徒歩15分で池の南端へ。
- 市域全体をコミュニティバス「大阪狭山市循環バス」が通っており、池の外周を通る路線もある。
- 池の北端と西南端に市営無料駐車場があるほか、池の東側にはさやか公園駐車場（有料）やさやかホール駐車場（有料）がある。